# マリファナ (映画)
『マリファナ』 (Marihuana) はドウェイン・エスパー監督による1936年のエクスプロイテーション映画。エスパーの妻 Hildagarde Stadie が脚本を執筆した。

## 製作・リリース
脚本を担当した Hildagarde Stadie が冒頭でエキストラとして出演している。
オリジナルの予告編では少女が残忍な攻撃を受けていたが、映画にそのシーンはない。
1938年、ロードショー・アトアクションズが短編映画『How to Undress in Front of Your Husband』と一緒にパッケージ化した。